# Division II i ishockey 1943-44
Division II 1943-44 var turneringen på næstbedste niveau i den svenske ishockeyliga, og det var tredje sæson under navnet "Division II". Turneringen havde deltagelse af 32 hold, der spillede om seks oprykningspladser til Division I. Holdene var inddelt i seks puljer med fem eller seks hold i hver pulje. I hver pulje spillede holdene en dobbeltturnering alle-mod-alle, og de seks puljevindere rykkede op i Division I.
Oprykningspladserne til Division I blev besat af følgende seks hold:
- IF Göta, der vandt Division II Vest.
- IFK Mariefred, der vandt Division II Mälarserien.
- Sandvikens IF, der vandt Division II Nord.
- Skuru IK, der vandt Division II Syd.
- Surahammars IF, der vandt Division II Central.
- Tranebergs IF, der vandt Division II Øst.

## Hold
Division II havde deltagelse af 32 klubber, hvilket var seks flere end i den foregående sæson. Blandt deltagerne var:
- 2 klubber, der var rykket ned fra Division I: IFK Mariefred og UoIF Matteuspojkarna.
- 8 klubber, der var rykket op fra de regionale serier: Djurgårdens IF, Forshaga IF, Färjestads BK, IF Göta, Norrköpings AIS, Skoghalls IF, Skuru IK og Söderstrands IF.

Siden den foregående sæson var divisionen blevet udvidet fra fire til seks puljer, og de to ekstra puljer var Division II Vest og Division II Mälarserien. I forbindelse med omstruktureringen skiftede følgende hold Division II-pulje:
- IK Sture, Södertälje IF og Åkers IF blev flyttet fra Division II Syd til Division II Mälarserien.

De seks puljer havde deltagelse af fem eller seks hold, og i hver pulje spillede holdene en dobbeltturnering alle-mod-alle. De seks puljevindere rykkede op i Division I.
| Hold                    | By               | Foregående sæson            | Gefle Hofors Huge Sandviken Strömsbro Forshaga Skoghall Färjestad, Göta og Söderstrand Aros Västerås IK Västerås SK Westmannia Surahammar Mariefred Södertälje Åker Vesta Sirius IFK Norrköping Norrköpings AIS Sleipner Djurgården, Lidingö, Lilljanshof, Matteuspojkarna, Rålambshof, Skuru, Sture, Traneberg og Årsta |
| Division II Nord        |                  |                             | Gefle Hofors Huge Sandviken Strömsbro Forshaga Skoghall Färjestad, Göta og Söderstrand Aros Västerås IK Västerås SK Westmannia Surahammar Mariefred Södertälje Åker Vesta Sirius IFK Norrköping Norrköpings AIS Sleipner Djurgården, Lidingö, Lilljanshof, Matteuspojkarna, Rålambshof, Skuru, Sture, Traneberg og Årsta |
| Gefle IF                | Gävle            | Nr. 6 i Division II Nord    | Gefle Hofors Huge Sandviken Strömsbro Forshaga Skoghall Färjestad, Göta og Söderstrand Aros Västerås IK Västerås SK Westmannia Surahammar Mariefred Södertälje Åker Vesta Sirius IFK Norrköping Norrköpings AIS Sleipner Djurgården, Lidingö, Lilljanshof, Matteuspojkarna, Rålambshof, Skuru, Sture, Traneberg og Årsta |
| Hofors IK               | Hofors           | Nr. 5 i Division II Nord    | Gefle Hofors Huge Sandviken Strömsbro Forshaga Skoghall Färjestad, Göta og Söderstrand Aros Västerås IK Västerås SK Westmannia Surahammar Mariefred Södertälje Åker Vesta Sirius IFK Norrköping Norrköpings AIS Sleipner Djurgården, Lidingö, Lilljanshof, Matteuspojkarna, Rålambshof, Skuru, Sture, Traneberg og Årsta |
| IK Huge                 | Gävle            | Nr. 3 i Division II Nord    | Gefle Hofors Huge Sandviken Strömsbro Forshaga Skoghall Färjestad, Göta og Söderstrand Aros Västerås IK Västerås SK Westmannia Surahammar Mariefred Södertälje Åker Vesta Sirius IFK Norrköping Norrköpings AIS Sleipner Djurgården, Lidingö, Lilljanshof, Matteuspojkarna, Rålambshof, Skuru, Sture, Traneberg og Årsta |
| Sandvikens IF           | Sandviken        | Nr. 2 i Division II Nord    | Gefle Hofors Huge Sandviken Strömsbro Forshaga Skoghall Färjestad, Göta og Söderstrand Aros Västerås IK Västerås SK Westmannia Surahammar Mariefred Södertälje Åker Vesta Sirius IFK Norrköping Norrköpings AIS Sleipner Djurgården, Lidingö, Lilljanshof, Matteuspojkarna, Rålambshof, Skuru, Sture, Traneberg og Årsta |
| Strömsbro IF            | Gävle            | Nr. 4 i Division II Nord    | Gefle Hofors Huge Sandviken Strömsbro Forshaga Skoghall Färjestad, Göta og Söderstrand Aros Västerås IK Västerås SK Westmannia Surahammar Mariefred Södertälje Åker Vesta Sirius IFK Norrköping Norrköpings AIS Sleipner Djurgården, Lidingö, Lilljanshof, Matteuspojkarna, Rålambshof, Skuru, Sture, Traneberg og Årsta |
| Division II Vest        |                  |                             | Gefle Hofors Huge Sandviken Strömsbro Forshaga Skoghall Färjestad, Göta og Söderstrand Aros Västerås IK Västerås SK Westmannia Surahammar Mariefred Södertälje Åker Vesta Sirius IFK Norrköping Norrköpings AIS Sleipner Djurgården, Lidingö, Lilljanshof, Matteuspojkarna, Rålambshof, Skuru, Sture, Traneberg og Årsta |
| Forshaga IF             | Forshaga         | Regional serie              | Gefle Hofors Huge Sandviken Strömsbro Forshaga Skoghall Färjestad, Göta og Söderstrand Aros Västerås IK Västerås SK Westmannia Surahammar Mariefred Södertälje Åker Vesta Sirius IFK Norrköping Norrköpings AIS Sleipner Djurgården, Lidingö, Lilljanshof, Matteuspojkarna, Rålambshof, Skuru, Sture, Traneberg og Årsta |
| Färjestads BK           | Karlstad         | Regional serie              | Gefle Hofors Huge Sandviken Strömsbro Forshaga Skoghall Färjestad, Göta og Söderstrand Aros Västerås IK Västerås SK Westmannia Surahammar Mariefred Södertälje Åker Vesta Sirius IFK Norrköping Norrköpings AIS Sleipner Djurgården, Lidingö, Lilljanshof, Matteuspojkarna, Rålambshof, Skuru, Sture, Traneberg og Årsta |
| IF Göta                 | Karlstad         | Regional serie              | Gefle Hofors Huge Sandviken Strömsbro Forshaga Skoghall Färjestad, Göta og Söderstrand Aros Västerås IK Västerås SK Westmannia Surahammar Mariefred Södertälje Åker Vesta Sirius IFK Norrköping Norrköpings AIS Sleipner Djurgården, Lidingö, Lilljanshof, Matteuspojkarna, Rålambshof, Skuru, Sture, Traneberg og Årsta |
| Skoghalls IF            | Skoghall         | Regional serie              | Gefle Hofors Huge Sandviken Strömsbro Forshaga Skoghall Färjestad, Göta og Söderstrand Aros Västerås IK Västerås SK Westmannia Surahammar Mariefred Södertälje Åker Vesta Sirius IFK Norrköping Norrköpings AIS Sleipner Djurgården, Lidingö, Lilljanshof, Matteuspojkarna, Rålambshof, Skuru, Sture, Traneberg og Årsta |
| Söderstrands IF         | Karlstad         | Regional serie              | Gefle Hofors Huge Sandviken Strömsbro Forshaga Skoghall Färjestad, Göta og Söderstrand Aros Västerås IK Västerås SK Westmannia Surahammar Mariefred Södertälje Åker Vesta Sirius IFK Norrköping Norrköpings AIS Sleipner Djurgården, Lidingö, Lilljanshof, Matteuspojkarna, Rålambshof, Skuru, Sture, Traneberg og Årsta |
| Division II Central     |                  |                             | Gefle Hofors Huge Sandviken Strömsbro Forshaga Skoghall Färjestad, Göta og Söderstrand Aros Västerås IK Västerås SK Westmannia Surahammar Mariefred Södertälje Åker Vesta Sirius IFK Norrköping Norrköpings AIS Sleipner Djurgården, Lidingö, Lilljanshof, Matteuspojkarna, Rålambshof, Skuru, Sture, Traneberg og Årsta |
| IF Aros                 | Västerås         | Nr. 1 i Division II Central | Gefle Hofors Huge Sandviken Strömsbro Forshaga Skoghall Färjestad, Göta og Söderstrand Aros Västerås IK Västerås SK Westmannia Surahammar Mariefred Södertälje Åker Vesta Sirius IFK Norrköping Norrköpings AIS Sleipner Djurgården, Lidingö, Lilljanshof, Matteuspojkarna, Rålambshof, Skuru, Sture, Traneberg og Årsta |
| IK Westmannia           | Köping           | Nr. 6 i Division II Central | Gefle Hofors Huge Sandviken Strömsbro Forshaga Skoghall Färjestad, Göta og Söderstrand Aros Västerås IK Västerås SK Westmannia Surahammar Mariefred Södertälje Åker Vesta Sirius IFK Norrköping Norrköpings AIS Sleipner Djurgården, Lidingö, Lilljanshof, Matteuspojkarna, Rålambshof, Skuru, Sture, Traneberg og Årsta |
| Surahammars IF          | Surahammar       | Nr. 2 i Division II Central | Gefle Hofors Huge Sandviken Strömsbro Forshaga Skoghall Färjestad, Göta og Söderstrand Aros Västerås IK Västerås SK Westmannia Surahammar Mariefred Södertälje Åker Vesta Sirius IFK Norrköping Norrköpings AIS Sleipner Djurgården, Lidingö, Lilljanshof, Matteuspojkarna, Rålambshof, Skuru, Sture, Traneberg og Årsta |
| Västerås IK             | Västerås         | Nr. 3 i Division II Central | Gefle Hofors Huge Sandviken Strömsbro Forshaga Skoghall Färjestad, Göta og Söderstrand Aros Västerås IK Västerås SK Westmannia Surahammar Mariefred Södertälje Åker Vesta Sirius IFK Norrköping Norrköpings AIS Sleipner Djurgården, Lidingö, Lilljanshof, Matteuspojkarna, Rålambshof, Skuru, Sture, Traneberg og Årsta |
| Västerås SK             | Västerås         | Nr. 4 i Division II Central | Gefle Hofors Huge Sandviken Strömsbro Forshaga Skoghall Färjestad, Göta og Söderstrand Aros Västerås IK Västerås SK Westmannia Surahammar Mariefred Södertälje Åker Vesta Sirius IFK Norrköping Norrköpings AIS Sleipner Djurgården, Lidingö, Lilljanshof, Matteuspojkarna, Rålambshof, Skuru, Sture, Traneberg og Årsta |
| Division II Mälarserien |                  |                             | Gefle Hofors Huge Sandviken Strömsbro Forshaga Skoghall Färjestad, Göta og Söderstrand Aros Västerås IK Västerås SK Westmannia Surahammar Mariefred Södertälje Åker Vesta Sirius IFK Norrköping Norrköpings AIS Sleipner Djurgården, Lidingö, Lilljanshof, Matteuspojkarna, Rålambshof, Skuru, Sture, Traneberg og Årsta |
| Djurgårdens IF          | Stockholm        | Regional serie              | Gefle Hofors Huge Sandviken Strömsbro Forshaga Skoghall Färjestad, Göta og Söderstrand Aros Västerås IK Västerås SK Westmannia Surahammar Mariefred Södertälje Åker Vesta Sirius IFK Norrköping Norrköpings AIS Sleipner Djurgården, Lidingö, Lilljanshof, Matteuspojkarna, Rålambshof, Skuru, Sture, Traneberg og Årsta |
| IFK Mariefred           | Mariefred        | Nr. 8 i Division I          | Gefle Hofors Huge Sandviken Strömsbro Forshaga Skoghall Färjestad, Göta og Söderstrand Aros Västerås IK Västerås SK Westmannia Surahammar Mariefred Södertälje Åker Vesta Sirius IFK Norrköping Norrköpings AIS Sleipner Djurgården, Lidingö, Lilljanshof, Matteuspojkarna, Rålambshof, Skuru, Sture, Traneberg og Årsta |
| IK Sture                | Stockholm        | Nr. 6 i Division II Syd     | Gefle Hofors Huge Sandviken Strömsbro Forshaga Skoghall Färjestad, Göta og Söderstrand Aros Västerås IK Västerås SK Westmannia Surahammar Mariefred Södertälje Åker Vesta Sirius IFK Norrköping Norrköpings AIS Sleipner Djurgården, Lidingö, Lilljanshof, Matteuspojkarna, Rålambshof, Skuru, Sture, Traneberg og Årsta |
| Södertälje IF           | Södertälje       | Nr. 2 i Division II Syd     | Gefle Hofors Huge Sandviken Strömsbro Forshaga Skoghall Färjestad, Göta og Söderstrand Aros Västerås IK Västerås SK Westmannia Surahammar Mariefred Södertälje Åker Vesta Sirius IFK Norrköping Norrköpings AIS Sleipner Djurgården, Lidingö, Lilljanshof, Matteuspojkarna, Rålambshof, Skuru, Sture, Traneberg og Årsta |
| UoIF Matteuspojkarna    | Stockholm        | Nr. 7 i Division I          | Gefle Hofors Huge Sandviken Strömsbro Forshaga Skoghall Färjestad, Göta og Söderstrand Aros Västerås IK Västerås SK Westmannia Surahammar Mariefred Södertälje Åker Vesta Sirius IFK Norrköping Norrköpings AIS Sleipner Djurgården, Lidingö, Lilljanshof, Matteuspojkarna, Rålambshof, Skuru, Sture, Traneberg og Årsta |
| Åkers IF                | Åkers styckebruk | Nr. 3 i Division II Syd     | Gefle Hofors Huge Sandviken Strömsbro Forshaga Skoghall Färjestad, Göta og Söderstrand Aros Västerås IK Västerås SK Westmannia Surahammar Mariefred Södertälje Åker Vesta Sirius IFK Norrköping Norrköpings AIS Sleipner Djurgården, Lidingö, Lilljanshof, Matteuspojkarna, Rålambshof, Skuru, Sture, Traneberg og Årsta |
| Division II Øst         |                  |                             | Gefle Hofors Huge Sandviken Strömsbro Forshaga Skoghall Färjestad, Göta og Söderstrand Aros Västerås IK Västerås SK Westmannia Surahammar Mariefred Södertälje Åker Vesta Sirius IFK Norrköping Norrköpings AIS Sleipner Djurgården, Lidingö, Lilljanshof, Matteuspojkarna, Rålambshof, Skuru, Sture, Traneberg og Årsta |
| IF Vesta                | Uppsala          | Nr. 4 i Division II Øst     | Gefle Hofors Huge Sandviken Strömsbro Forshaga Skoghall Färjestad, Göta og Söderstrand Aros Västerås IK Västerås SK Westmannia Surahammar Mariefred Södertälje Åker Vesta Sirius IFK Norrköping Norrköpings AIS Sleipner Djurgården, Lidingö, Lilljanshof, Matteuspojkarna, Rålambshof, Skuru, Sture, Traneberg og Årsta |
| IFK Lidingö             | Lidingö          | Nr. 6 i Division II Øst     | Gefle Hofors Huge Sandviken Strömsbro Forshaga Skoghall Färjestad, Göta og Söderstrand Aros Västerås IK Västerås SK Westmannia Surahammar Mariefred Södertälje Åker Vesta Sirius IFK Norrköping Norrköpings AIS Sleipner Djurgården, Lidingö, Lilljanshof, Matteuspojkarna, Rålambshof, Skuru, Sture, Traneberg og Årsta |
| IK Sirius               | Uppsala          | Nr. 7 i Division II Øst     | Gefle Hofors Huge Sandviken Strömsbro Forshaga Skoghall Färjestad, Göta og Söderstrand Aros Västerås IK Västerås SK Westmannia Surahammar Mariefred Södertälje Åker Vesta Sirius IFK Norrköping Norrköpings AIS Sleipner Djurgården, Lidingö, Lilljanshof, Matteuspojkarna, Rålambshof, Skuru, Sture, Traneberg og Årsta |
| Lilljanshofs IF         | Stockholm        | Nr. 2 i Division II Øst     | Gefle Hofors Huge Sandviken Strömsbro Forshaga Skoghall Färjestad, Göta og Söderstrand Aros Västerås IK Västerås SK Westmannia Surahammar Mariefred Södertälje Åker Vesta Sirius IFK Norrköping Norrköpings AIS Sleipner Djurgården, Lidingö, Lilljanshof, Matteuspojkarna, Rålambshof, Skuru, Sture, Traneberg og Årsta |
| Rålambshofs IF          | Stockholm        | Nr. 5 i Division II Øst     | Gefle Hofors Huge Sandviken Strömsbro Forshaga Skoghall Färjestad, Göta og Söderstrand Aros Västerås IK Västerås SK Westmannia Surahammar Mariefred Södertälje Åker Vesta Sirius IFK Norrköping Norrköpings AIS Sleipner Djurgården, Lidingö, Lilljanshof, Matteuspojkarna, Rålambshof, Skuru, Sture, Traneberg og Årsta |
| Tranebergs IF           | Stockholm        | Nr. 3 i Division II Øst     | Gefle Hofors Huge Sandviken Strömsbro Forshaga Skoghall Färjestad, Göta og Söderstrand Aros Västerås IK Västerås SK Westmannia Surahammar Mariefred Södertälje Åker Vesta Sirius IFK Norrköping Norrköpings AIS Sleipner Djurgården, Lidingö, Lilljanshof, Matteuspojkarna, Rålambshof, Skuru, Sture, Traneberg og Årsta |
| Division II Syd         |                  |                             | Gefle Hofors Huge Sandviken Strömsbro Forshaga Skoghall Färjestad, Göta og Söderstrand Aros Västerås IK Västerås SK Westmannia Surahammar Mariefred Södertälje Åker Vesta Sirius IFK Norrköping Norrköpings AIS Sleipner Djurgården, Lidingö, Lilljanshof, Matteuspojkarna, Rålambshof, Skuru, Sture, Traneberg og Årsta |
| IFK Norrköping          | Norrköping       | Nr. 4 i Division II Syd     | Gefle Hofors Huge Sandviken Strömsbro Forshaga Skoghall Färjestad, Göta og Söderstrand Aros Västerås IK Västerås SK Westmannia Surahammar Mariefred Södertälje Åker Vesta Sirius IFK Norrköping Norrköpings AIS Sleipner Djurgården, Lidingö, Lilljanshof, Matteuspojkarna, Rålambshof, Skuru, Sture, Traneberg og Årsta |
| IK Sleipner             | Norrköping       | Nr. 5 i Division II Syd     | Gefle Hofors Huge Sandviken Strömsbro Forshaga Skoghall Färjestad, Göta og Söderstrand Aros Västerås IK Västerås SK Westmannia Surahammar Mariefred Södertälje Åker Vesta Sirius IFK Norrköping Norrköpings AIS Sleipner Djurgården, Lidingö, Lilljanshof, Matteuspojkarna, Rålambshof, Skuru, Sture, Traneberg og Årsta |
| Norrköpings AIS         | Norrköping       | Regional serie              | Gefle Hofors Huge Sandviken Strömsbro Forshaga Skoghall Färjestad, Göta og Söderstrand Aros Västerås IK Västerås SK Westmannia Surahammar Mariefred Södertälje Åker Vesta Sirius IFK Norrköping Norrköpings AIS Sleipner Djurgården, Lidingö, Lilljanshof, Matteuspojkarna, Rålambshof, Skuru, Sture, Traneberg og Årsta |
| Skuru IK                | Skuru            | Regional serie              | Gefle Hofors Huge Sandviken Strömsbro Forshaga Skoghall Färjestad, Göta og Söderstrand Aros Västerås IK Västerås SK Westmannia Surahammar Mariefred Södertälje Åker Vesta Sirius IFK Norrköping Norrköpings AIS Sleipner Djurgården, Lidingö, Lilljanshof, Matteuspojkarna, Rålambshof, Skuru, Sture, Traneberg og Årsta |
| Årsta SK                | Stockholm        | Nr. 1 i Division II Syd     | Gefle Hofors Huge Sandviken Strömsbro Forshaga Skoghall Färjestad, Göta og Söderstrand Aros Västerås IK Västerås SK Westmannia Surahammar Mariefred Södertälje Åker Vesta Sirius IFK Norrköping Norrköpings AIS Sleipner Djurgården, Lidingö, Lilljanshof, Matteuspojkarna, Rålambshof, Skuru, Sture, Traneberg og Årsta |

## Puljer

### Division II Nord
| \| Nr \| Hold \| K \| V \| U \| T \| Mf \| \| Mi \| +/- \| P \| \| -- \| ------------- \| - \| - \| - \| - \| -- \| - \| -- \| --- \| ---------------------------------- \| \| 1 \| Sandvikens IF \| 8 \| 8 \| 0 \| 0 \| 48 \| – \| 14 \| +34 \| 16Oprykning til Division I 1944-45 \| \| 2 \| IK Huge \| 8 \| 4 \| 1 \| 3 \| 28 \| – \| 25 \| +3 \| 9 \| \| 3 \| Gefle IF \| 8 \| 3 \| 1 \| 4 \| 22 \| – \| 34 \| −12 \| 7 \| \| 4 \| Strömsbro IF \| 8 \| 3 \| 0 \| 5 \| 22 \| – \| 24 \| −2 \| 6 \| \| 5 \| Hofors IK \| 8 \| 1 \| 0 \| 7 \| 15 \| – \| 38 \| −23 \| 2 \| K: Kampe spillet, V: Vundne kampe, U: Uafgjorte kampe, T: Tabte kampe, Mf: Mål for, Mi: Mål imod, +/-: Måldifference, P: Point |               |   |   |   |   |    |   |    |     |                                    |
| Nr | Hold          | K | V | U | T | Mf |   | Mi | +/- | P                                  |
| 1 | Sandvikens IF | 8 | 8 | 0 | 0 | 48 | – | 14 | +34 | 16Oprykning til Division I 1944-45 |
| 2 | IK Huge       | 8 | 4 | 1 | 3 | 28 | – | 25 | +3  | 9                                  |
| 3 | Gefle IF      | 8 | 3 | 1 | 4 | 22 | – | 34 | −12 | 7                                  |
| 4 | Strömsbro IF  | 8 | 3 | 0 | 5 | 22 | – | 24 | −2  | 6                                  |
| 5 | Hofors IK     | 8 | 1 | 0 | 7 | 15 | – | 38 | −23 | 2                                  |

### Division II Vest
| \| Nr \| Hold \| K \| V \| U \| T \| Mf \| \| Mi \| +/- \| P \| \| -- \| ------------------- \| - \| - \| - \| - \| -- \| - \| -- \| --- \| -------------------------------------- \| \| 1 \| IF Göta (O) \| 8 \| 8 \| 0 \| 0 \| 28 \| – \| 6 \| +22 \| 16Oprykning til Division I 1944-45 \| \| 2 \| Forshaga IF (O) \| 8 \| 4 \| 1 \| 3 \| 26 \| – \| 12 \| +14 \| 9 \| \| 3 \| Färjestads BK (O) \| 8 \| 4 \| 1 \| 3 \| 22 \| – \| 16 \| +6 \| 9 \| \| 4 \| Skoghalls IF (O) \| 8 \| 3 \| 0 \| 5 \| 13 \| – \| 20 \| −7 \| 6 \| \| 5 \| Söderstrands IF (O) \| 8 \| 0 \| 0 \| 8 \| 5 \| – \| 40 \| −35 \| 0Nedrykning til regional serie 1944-45 \| K: Kampe spillet, V: Vundne kampe, U: Uafgjorte kampe, T: Tabte kampe, Mf: Mål for, Mi: Mål imod, +/-: Måldifference, P: Point |                     |   |   |   |   |    |   |    |     |                                        |
| Nr | Hold                | K | V | U | T | Mf |   | Mi | +/- | P                                      |
| 1 | IF Göta (O)         | 8 | 8 | 0 | 0 | 28 | – | 6  | +22 | 16Oprykning til Division I 1944-45     |
| 2 | Forshaga IF (O)     | 8 | 4 | 1 | 3 | 26 | – | 12 | +14 | 9                                      |
| 3 | Färjestads BK (O)   | 8 | 4 | 1 | 3 | 22 | – | 16 | +6  | 9                                      |
| 4 | Skoghalls IF (O)    | 8 | 3 | 0 | 5 | 13 | – | 20 | −7  | 6                                      |
| 5 | Söderstrands IF (O) | 8 | 0 | 0 | 8 | 5  | – | 40 | −35 | 0Nedrykning til regional serie 1944-45 |

### Division II Central
| \| Nr \| Hold \| K \| V \| U \| T \| Mf \| \| Mi \| +/- \| P \| \| -- \| -------------- \| - \| - \| - \| - \| -- \| - \| -- \| --- \| ---------------------------------- \| \| 1 \| Surahammars IF \| 8 \| 5 \| 1 \| 2 \| 19 \| – \| 12 \| +7 \| 11Oprykning til Division I 1944-45 \| \| 2 \| Västerås SK \| 8 \| 5 \| 0 \| 3 \| 40 \| – \| 14 \| +26 \| 10 \| \| 3 \| IF Aros \| 8 \| 4 \| 1 \| 3 \| 16 \| – \| 25 \| −9 \| 9 \| \| 4 \| Västerås IK \| 8 \| 3 \| 1 \| 4 \| 10 \| – \| 16 \| −6 \| 7 \| \| 5 \| IK Westmannia \| 8 \| 1 \| 1 \| 6 \| 10 \| – \| 28 \| −18 \| 3 \| K: Kampe spillet, V: Vundne kampe, U: Uafgjorte kampe, T: Tabte kampe, Mf: Mål for, Mi: Mål imod, +/-: Måldifference, P: Point |                |   |   |   |   |    |   |    |     |                                    |
| Nr | Hold           | K | V | U | T | Mf |   | Mi | +/- | P                                  |
| 1 | Surahammars IF | 8 | 5 | 1 | 2 | 19 | – | 12 | +7  | 11Oprykning til Division I 1944-45 |
| 2 | Västerås SK    | 8 | 5 | 0 | 3 | 40 | – | 14 | +26 | 10                                 |
| 3 | IF Aros        | 8 | 4 | 1 | 3 | 16 | – | 25 | −9  | 9                                  |
| 4 | Västerås IK    | 8 | 3 | 1 | 4 | 10 | – | 16 | −6  | 7                                  |
| 5 | IK Westmannia  | 8 | 1 | 1 | 6 | 10 | – | 28 | −18 | 3                                  |

### Division II Mälarserien
| \| Nr \| Hold \| K \| V \| U \| T \| Mf \| \| Mi \| +/- \| P \| \| -- \| ------------------------ \| -- \| - \| - \| - \| -- \| - \| -- \| --- \| ---------------------------------- \| \| 1 \| IFK Mariefred (N) \| 10 \| 8 \| 1 \| 1 \| 42 \| – \| 16 \| +26 \| 17Oprykning til Division I 1944-45 \| \| 2 \| UoIF Matteuspojkarna (N) \| 10 \| 7 \| 1 \| 2 \| 52 \| – \| 22 \| +30 \| 15 \| \| 3 \| Djurgårdens IF (O) \| 10 \| 6 \| 0 \| 4 \| 24 \| – \| 22 \| +2 \| 12 \| \| 4 \| Södertälje IF \| 10 \| 4 \| 1 \| 5 \| 21 \| – \| 32 \| −11 \| 9 \| \| 5 \| IK Sture \| 10 \| 2 \| 0 \| 8 \| 20 \| – \| 50 \| −30 \| 4 \| \| 6 \| Åkers IF \| 10 \| 1 \| 1 \| 8 \| 19 \| – \| 36 \| −17 \| 3 \| K: Kampe spillet, V: Vundne kampe, U: Uafgjorte kampe, T: Tabte kampe, Mf: Mål for, Mi: Mål imod, +/-: Måldifference, P: Point |                          |    |   |   |   |    |   |    |     |                                    |
| Nr | Hold                     | K  | V | U | T | Mf |   | Mi | +/- | P                                  |
| 1 | IFK Mariefred (N)        | 10 | 8 | 1 | 1 | 42 | – | 16 | +26 | 17Oprykning til Division I 1944-45 |
| 2 | UoIF Matteuspojkarna (N) | 10 | 7 | 1 | 2 | 52 | – | 22 | +30 | 15                                 |
| 3 | Djurgårdens IF (O)       | 10 | 6 | 0 | 4 | 24 | – | 22 | +2  | 12                                 |
| 4 | Södertälje IF            | 10 | 4 | 1 | 5 | 21 | – | 32 | −11 | 9                                  |
| 5 | IK Sture                 | 10 | 2 | 0 | 8 | 20 | – | 50 | −30 | 4                                  |
| 6 | Åkers IF                 | 10 | 1 | 1 | 8 | 19 | – | 36 | −17 | 3                                  |

### Division II Øst
| \| Nr \| Hold \| K \| V \| U \| T \| Mf \| \| Mi \| +/- \| P \| \| -- \| --------------- \| -- \| - \| - \| - \| -- \| - \| -- \| --- \| -------------------------------------- \| \| 1 \| Tranebergs IF \| 10 \| 9 \| 0 \| 1 \| 42 \| – \| 22 \| +20 \| 18Oprykning til Division I 1944-45 \| \| 2 \| IF Vesta \| 10 \| 7 \| 1 \| 2 \| 30 \| – \| 25 \| +5 \| 15 \| \| 3 \| IFK Lidingö \| 10 \| 5 \| 0 \| 5 \| 26 \| – \| 28 \| −2 \| 10 \| \| 4 \| IK Sirius \| 10 \| 4 \| 0 \| 6 \| 22 \| – \| 32 \| −10 \| 8 \| \| 5 \| Lilljanshofs IF \| 10 \| 3 \| 1 \| 6 \| 19 \| – \| 27 \| −8 \| 7 \| \| 6 \| Rålambshofs IF \| 10 \| 1 \| 0 \| 9 \| 16 \| – \| 21 \| −5 \| 2Nedrykning til regional serie 1944-45 \| K: Kampe spillet, V: Vundne kampe, U: Uafgjorte kampe, T: Tabte kampe, Mf: Mål for, Mi: Mål imod, +/-: Måldifference, P: Point |                 |    |   |   |   |    |   |    |     |                                        |
| Nr | Hold            | K  | V | U | T | Mf |   | Mi | +/- | P                                      |
| 1 | Tranebergs IF   | 10 | 9 | 0 | 1 | 42 | – | 22 | +20 | 18Oprykning til Division I 1944-45     |
| 2 | IF Vesta        | 10 | 7 | 1 | 2 | 30 | – | 25 | +5  | 15                                     |
| 3 | IFK Lidingö     | 10 | 5 | 0 | 5 | 26 | – | 28 | −2  | 10                                     |
| 4 | IK Sirius       | 10 | 4 | 0 | 6 | 22 | – | 32 | −10 | 8                                      |
| 5 | Lilljanshofs IF | 10 | 3 | 1 | 6 | 19 | – | 27 | −8  | 7                                      |
| 6 | Rålambshofs IF  | 10 | 1 | 0 | 9 | 16 | – | 21 | −5  | 2Nedrykning til regional serie 1944-45 |

### Division II Syd
| \| Nr \| Hold \| K \| V \| U \| T \| Mf \| \| Mi \| +/- \| P \| \| -- \| ------------------- \| - \| - \| - \| - \| -- \| - \| -- \| --- \| ---------------------------------- \| \| 1 \| Skuru IK (O) \| 8 \| 6 \| 0 \| 2 \| 25 \| – \| 14 \| +11 \| 12Oprykning til Division I 1944-45 \| \| 2 \| Årsta SK \| 8 \| 5 \| 1 \| 2 \| 19 \| – \| 16 \| +3 \| 11 \| \| 3 \| Norrköpings AIS (O) \| 8 \| 3 \| 1 \| 4 \| 20 \| – \| 20 \| 0 \| 7 \| \| 4 \| IK Sleipner \| 8 \| 3 \| 0 \| 5 \| 15 \| – \| 15 \| 0 \| 6 \| \| 5 \| IFK Norrköping \| 8 \| 2 \| 0 \| 6 \| 7 \| – \| 21 \| −14 \| 4 \| K: Kampe spillet, V: Vundne kampe, U: Uafgjorte kampe, T: Tabte kampe, Mf: Mål for, Mi: Mål imod, +/-: Måldifference, P: Point |                     |   |   |   |   |    |   |    |     |                                    |
| Nr | Hold                | K | V | U | T | Mf |   | Mi | +/- | P                                  |
| 1 | Skuru IK (O)        | 8 | 6 | 0 | 2 | 25 | – | 14 | +11 | 12Oprykning til Division I 1944-45 |
| 2 | Årsta SK            | 8 | 5 | 1 | 2 | 19 | – | 16 | +3  | 11                                 |
| 3 | Norrköpings AIS (O) | 8 | 3 | 1 | 4 | 20 | – | 20 | 0   | 7                                  |
| 4 | IK Sleipner         | 8 | 3 | 0 | 5 | 15 | – | 15 | 0   | 6                                  |
| 5 | IFK Norrköping      | 8 | 2 | 0 | 6 | 7  | – | 21 | −14 | 4                                  |